# Góry Sieradzkie
Góry Sieradzkie – wieś sołecka w Polsce położona w województwie świętokrzyskim, w powiecie kazimierskim, w gminie Kazimierza Wielka.
W latach 1975–1998 miejscowość administracyjnie należała do województwa kieleckiego.
| SIMC    | Nazwa   | Rodzaj    |
| ------- | ------- | --------- |
| 0241590 | Folwark | część wsi |

## Historia
W 1880 r. wieś wchodzi w skład dóbr Sieradzice. Góry Sieradzkie posiadały rozległość mórg 711. W połowie XV w. własność Pyelsza herbu Zabawa.